# Kerstin Koch
Kerstin Koch est une botaniste et linguiste suédoise et allemande[réf. nécessaire] née Kerstin Hadding à Lund le 7 février 1915 et morte le 1er décembre 1999.

## Biographie
Kerstin Koch obtient une licence en 1937, une maitrise en 1940 et un doctorat en 1956 à l'université de Lund. Après des études en botanique, elle se spécialise dans la phonétique, notamment avec sa thèse intitulée « Études acoustico-phonétiques de l'intonation du suédois du Sud ».
En parallèle de sa préparation de thèse, elle est maître de conférence en phonétique dans l'université. Elle soutient sa thèse en 1961, et devient professeur associée dans l'université de Lund la même année.
Entre 1962 et 1968, elle travaille aux États-Unis. Elle est chercheuse invitée aux laboratoires Haskins à New-York de 1962 à 1965, puis enseignante invitée à l'université de Californie en 1968. En 1968, elle rentre en Suède à l'université de Lund où elle est professeur de phonétique jusqu'à sa retraite en 1980. Elle conserve un pied en Californie car elle reste chargée de cours jusqu'en 1976.
Elle poursuit son activité de recherche.

## Famille
Kerstin Hadding est née en Suède en 1915. Elle est la fille du géologue et minéralogiste Suédois Assar Hadding. En 1936, elle se marie avec le médecin Fredrik Koch et divorce en 1954. Elle garde son nom de famille Koch.